# Yousef Karam
Yousef Mohammed Karam Taher (* 15. Juli 1993) ist ein kuwaitischer Leichtathlet, der im Sprint und im Hürdenlauf an den Start geht. 2019 wurde er in Doha Asienmeister im 400-Meter-Lauf.

## Sportliche Laufbahn
Erste Erfahrungen bei internationalen Meisterschaften sammelte Yousef Karam bei den Jugendasienspielen 2009 in Singapur, bei denen er die Bronzemedaille über 400 Meter Hürden gewann. Eine Woche darauf nahm er an den Jugendweltmeisterschaften in Brixen teil und erreichte dort das Halbfinale, in dem er mit 55,10 s ausschied. 2010 gewann er bei den Arabischen Juniorenmeisterschaften in Kairo die Goldmedaille und belegte bei den Juniorenasienmeisterschaften in Hanoi den fünften Platz. Daraufhin erfolgte die Teilnahme an den Juniorenweltmeisterschaften im kanadischen Moncton, bei denen er mit 54,63 s in der ersten Runde ausschied.
Vier Jahre später nahm er an den Asienspielen im südkoreanischen Incheon teil und schied ebenfalls in der Qualifikationsrunde aus. 2015 belegte er bei den Arabischen Meisterschaften in Manama Platz vier im 400-Meter-Lauf. 2016 gelangte er bei den Hallenasienmeisterschaften in Doha in das Halbfinale über 400 Meter und schied dort mit 47,88 s aus. 2017 trat er bei den Asienmeisterschaften in Bhubaneswar über 400 m Hürden an und belegte dabei den siebten Platz. Kurz darauf gewann er bei den Arabischen Meisterschaften in Radès die Goldmedaille über 400 Meter und wurde über die Hürden Vierter. 2018 nahm er an den Hallenasienmeisterschaften in Teheran teil und gewann dort mit neuem Landesrekord von 46,66 s die Silbermedaille über 400 Meter hinter dem Katari Abdalelah Haroun. Damit qualifizierte er sich auch für die Hallenweltmeisterschaften in Birmingham, bei denen er bis in das Halbfinale gelangte, dort aber nicht das Ziel erreichte.
Bei den Arabischen Meisterschaften 2019 in Kairo wurde Karam sowohl im 200- als auch im 400-Meter-Lauf Zweiter. Zwei Wochen später gelang ihm bei den Asienmeisterschaften in Doha der Titelgewinn über 400 Meter. Dabei steigerte er seine persönliche Bestleistung im Halbfinale zunächst auf 45,04 s und erzielte anschließend im Finale mit einer Zeit von 44,84 s einen neuen kuwaitischen Rekord. Zudem wurde er im Vorlauf über 200 Meter disqualifiziert. Anfang Oktober gelangte er bei den Weltmeisterschaften, die ebenfalls in Doha stattfanden, über 400 Meter bis in das Halbfinale, konnte dort sein Rennen aber nicht beenden. Nach Ablauf seiner Dopingsperre belegte er 2024 bei den Westasienmeisterschaften in Basra in 45,94 s den vierten Platz über 400 Meter. Im Jahr darauf schied er dann bei den Asienmeisterschaften in Gumi mit 47,39 s im Halbfinale aus.
2019 wurde Karam kuwaitischer Meister im 200- und 400-Meter-Lauf sowie 2015 und 2016 auch über 400 Meter.

### Dopingsperre
Bei einer Ende Januar 2021 beim Indoor-Meeting in Karlsruhe genommenen Urinprobe wurde bei Karam der Selektive Androgenrezeptor-Modulator Ibutamoren nachgewiesen, woraufhin ihn die Unabhängige Integritätskommission (AIU) des Leichtathletikweltverbandes World Athletics für drei Jahre sperrte und seine Ergebnisse ab dem 28. Januar 2021 annullierte.

## Persönliche Bestzeiten
- 200 Meter: 20,78 s, 7. April 2019 in Kairo
- 400 Meter: 44,84 s, 22. April 2019 in Doha (kuwaitischer Rekord)
  - 400 Meter (Halle): 46,26 s, 8. Februar 2020 in Toruń (kuwaitischer Rekord)
- 400 m Hürden: 50,90 s, 7. Juli 2017 in Bhubaneswar